# Fountain (Carolina del Nord)
Fountain és una població dels Estats Units a l'estat de Carolina del Nord. Segons el cens del 2000 tenia 533 habitants.

## Demografia
Segons el cens del 2000, Fountain tenia 533 habitants, 227 habitatges i 155 famílies. La densitat de població era de 212,2 habitants per km².
Dels 227 habitatges en un 30,4% hi vivien nens de menys de 18 anys, en un 41% hi vivien parelles casades, en un 25,6% dones solteres, i en un 31,3% no eren unitats familiars. En el 29,1% dels habitatges hi vivien persones soles el 17,6% de les quals corresponia a persones de 65 anys o més que vivien soles. El nombre mitjà de persones vivint en cada habitatge era de 2,35 i el nombre mitjà de persones que vivien en cada família era de 2,88.
Per edats la població es repartia de la següent manera: un 26,1% tenia menys de 18 anys, un 7,3% entre 18 i 24, un 26,1% entre 25 i 44, un 22,5% de 45 a 60 i un 18% 65 anys o més.
L'edat mediana era de 40 anys. Per cada 100 dones de 18 o més anys hi havia 65,5 homes.
La renda mediana per habitatge era de 17.656 $ i la renda mediana per família de 26.042 $. Els homes tenien una renda mediana de 27.292 $ mentre que les dones 19.643 $. La renda per capita de la població era de 10.944 $. Entorn del 35,6% de les famílies i el 36,2% de la població estaven per davall del llindar de pobresa.

## Poblacions més properes
El següent diagrama mostra les poblacions més properes.